# Fuchsia vulcanica
Fuchsia vulcanica är en dunörtsväxtart som beskrevs av Éduard-François André. Fuchsia vulcanica ingår i släktet fuchsior, och familjen dunörtsväxter. Inga underarter finns listade i Catalogue of Life.